# Râul Orăscu
Râul Orăscu este un curs de apă, afluent al râului Gepiu. 

## Hărți
- Harta munții Apuseni